# 李春光事件
李春光事件（りしゅんこうじけん）は、中華人民共和国駐日大使館の一等書記官が虚偽の身分で外国人登録証と銀行口座を取得し、ウィーン条約で禁ずる商業活動や、スパイ活動をしていたとされる事件。

## 概説
2012年（平成24年）5月中旬に中華人民共和国駐日大使館の一等書記官（当時45歳）が、虚偽の身分で日本の外国人登録証を取得して銀行口座を開設し、ウィーン条約で禁ずる商業活動をしていた疑いや公正証書原本不実記載の疑いで、警視庁公安部は外務省を通じて一等書記官の出頭を要請した。
当該一等書記官が開設した口座には都内の健康食品会社から顧問料の名目で月10万円が、また同社関連会社の役員報酬として数10万円が振り込まれていたとされ、この資金も工作活動に役立てられていると考えられた。その後、当該一等書記官は出頭しないまま中国に帰国したが、このことが契機となり、2012年5月に日本のマスメディアで取り上げられた。
外交官の任務や権利について定めたウィーン条約では、外交官が赴任先で個人的な利益を目的にした職業についたり商業活動をすることを禁じている。中国はこの条約に1975年に加盟している。また警視庁公安部は、当該一等書記官が得た収入が工作活動に使われ日本国内でスパイ活動をしていた疑いがあると見ている。
今回のケースは、中国の外交官がスパイとして立件された初の事例となった（日本にはスパイ活動を罰する法律はないため、個々の法律を適用して立件することになる）。当該一等書記官は、中国人民解放軍の情報機関「中国人民解放軍総参謀部第二部」出身とされる。中国の諜報工作はロシアや北朝鮮のそれとは異なり、大人数で合法的な方法を使って情報収集を行ったり、有力者を親中化させて自分たちに有利なように操るなど、世界的に見ても独特な手法をとることが多く、事件化することが極めて難しい。
当該一等書記官に農産物や医薬品の対中輸出の特別枠を得られるという儲け話（実際には特別枠など存在せず出資詐欺であった）を持ちかけられた鹿野道彦農水大臣（当時）、筒井信隆副大臣（当時）、樋口俊一議員らは当該一等書記官の政府内での諜報活動に便宜を図り、また出資を集める為に「農林水産物等中国輸出促進協議会」を設立、顧問に樋口俊一議員の秘書の田中公男を就任させ、農水省バックアップをうたい文句に出資を集める為のセミナーまで行っていたり、農水省だけではなく防衛省にも当該一等書記官が接触していた事実や筒井信隆副大臣や鹿野道彦大臣らが大臣室、副大臣室に複数回にわたり当該一等書記官を入れていた事などが国会で指摘された。
この不祥事を糊塗するため野田佳彦首相は内閣改造を急ぎ、鹿野、筒井らを交代させた。

## 経緯

### 中国書記官の人物像
当該一等書記官は、公的には中国・河南大学日本語科を1989年に卒業したとされる。一方、自身のホームページでは最終学歴を「人民解放軍・外国語学校」としている。この学校は中国人民解放軍の傘下にあり、「中国人民解放軍総参謀部第三部」（外国の無線を傍受するシギント機関）の要員を育成するための学校であるといわれ、かつては書記官の実父（少将）が長を務めていたという。
警視庁公安部は、実際にはこの後一等書記官は「中国人民解放軍総参謀部第二部」に所属したとみている。「中国人民解放軍総参謀部第二部」は、人民解放軍の情報活動を担当する部門で、海外に要員を派遣して情報源やスパイ網を構築している。
2007年（平成19年）8月に二等書記官（後に一等書記官に昇進して通商を担当）として中国駐日大使館に赴任する前、肩書を次々に替えながら、少なくとも計4回に渡って訪日した。
1. 1993年（平成5年）に「河南省洛陽市職員」として、同市と友好都市の福島県須賀川市に、「福島県須賀川市日中友好協会」の国際交流員として訪日した。
2. 1995年（平成7年）～1997年（平成9年）には、福島大学大学院で学んだ。
3. 中国政府のシンクタンクである「中国社会科学院」の日本研究所副主任となり、1999年（平成11年）4月に来日し、松下政経塾の特別塾生となった。
4. 2003年（平成15年）頃に訪日し、東京大学東洋文化研究所などで学んだ。

当該一等書記官を知る日本人は「日本人かと思うくらい日本語が堪能だった」という。
当該一等書記官は通商担当であり、防衛関係者以外にも政財界に広く人脈を張り巡らせていた。国会議員に「TPPへ日本が参加しないのであれば、人民解放軍の力でレアアースの輸出を保障するほか、食糧危機が起きたら100万トンの米を輸出できる仕組みを作れる」という趣旨のことを国会議員に働きかけるなど、活発に動いていたという。妻も外務省幹部の運営するシンクタンクに出入りしていたほか、夫とともに政財界の大物も通う西麻布の高級寿司店に出現しており、後に夫と「同業者」なのではと考えられた。

### 警察の捜査
日本の外事警察が書記官に目をつけたきっかけは、2005年に発生した海上自衛隊の情報漏えい事案であった。この事件は技術研究本部の技官が防衛庁とも繋がりのある日本人貿易業者に潜水艦技術に関する部内向けの論文を手渡したというもので、潜水艦の「減速ギア」（潜水艦の音を減らす装置）をはじめとするノイズ除去技術に関するものであった。警視庁公安部外事二課では技官が貿易業者と2人で北京へ渡り、人民解放軍関係者と面会していたことから、総参謀本部第二部の仕業とみて捜査に乗り出したものの、機密のレベルが低かったために結局自衛隊法での立件には至らなかった。しかし、捜査の過程で、防衛関係者に人脈を築いていた一等書記官が捜査線上に浮かび上がる事となった。
地道な捜査で事件化の糸口をつかんだ警察側は立件を決断、5月中旬に外務省を通じ、中国大使館に当該一等書記官の出頭を要請した。中国大使館はその要請を拒否し、当該一等書記官は出頭しないまま5月23日に中国へ帰国した。
これを受けて5月31日、警視庁公安部は当該一等書記官を、研究員と身分を偽って外国人登録証を更新したとして、外国人登録法違反（虚偽申告）と公正証書原本不実記載・同行使の容疑で書類送検した。

## 中国側の反応
5月30日、中国外務省の劉為民報道局参事官は定例記者会見で、当該一等書記官について「李春光」と氏名を明らかにした上で、「彼が諜報活動に従事していたとする関連の報道は、全く根拠がない」と改めて否定した。事件発覚後、中国外務省が公式見解を示したのはこれが初めてであった。
同じく5月30日、中国駐日大使館の楊宇参事官は、定例記者会見で、当該一等書記官について、下記のようにコメントした。
- 中国の情報機関「人民解放軍総参謀部」に所属していたとのことだが、との質問に対し、「私が知る限り、彼にそのような履歴はない」。
- 警視庁公安部の出頭要請直後の5月23日に帰国したのはなぜか、との質問に対し、「任期満了のため」。
- 外交官の身分を隠して不正に入手したとされる外国人登録証を使って日本で銀行口座を開設し、都内の健康食品販売会社から顧問料を受け取っていたとされるが、との質問に対し、「中国の外交官には行為に厳しい制限がある。調査して確認したい」。

## 影響
この事件では農林水産省の機密文書が漏洩した疑いが指摘されている。農水省の調査によると漏洩したのは政府基準で機密性が最も高いとされる「機密性3」に指定された原発事故後の国内の米の需給見通しに関わる文書、在外公館とやりとりした公電の合わせて4点。その他「機密性2」の文書まで含めると20点近くが漏洩したという報道もある。
機密漏えいの舞台と疑惑を持たれているのが一般社団法人「農林水産物等中国輸出促進協議会」である。この団体は農林水産省が音頭を取って設立されたもので、中国の国有企業と提携し、日本の企業や農業団体に中国でのビジネスを援助する事を目的としていた。この団体には中国側から一等書記官も関与していた。
この団体の代表は鹿野道彦元農林水産大臣のグループに属する衆院議員の公設秘書をしていた人物で、2010年12月に鹿野農相から農水省顧問に任命されて中国側と交渉していた人物であったが、この代表が農水省の機密文書を所持していた事が捜査で発覚し、農水省の調査チームも内部調査を行った。一部は筒井信隆元副大臣のために作られた資料であったことから筒井副大臣の関与が疑われたが、筒井は代表への資料提供を否定した。代表も筒井からは入手していないとしている。
この団体には中国の情報機関である国家安全部の機関員も働きかけを行っていた可能性が指摘されている。この男は1983年（昭和58年）から1990年（平成2年）まで大使館員として日本で勤務しており、その後も肩書を変えてたびたび来日し、政財界やマスコミに人脈を築いていたという。一等書記官と行動を共にしたこともあり、2010年に筒井信隆元副大臣の関係者にともに接触していたという。
結局、この問題で鹿野道彦農水大臣と筒井信隆副大臣が辞職した。

## 事件への評価
この事件について、朝日新聞の鵜飼啓は、外国人登録証の不正更新による書類送検、書記官と軍との関係、「おかしな金の動き」に触れた上で、「だが、違法な情報収集は確認できず、果たして「スパイ」とまで言えるのか」と弁じ、「それでも一部で大々的に報じられ、日本の政治家は中国の訪問団との面会に及び腰になった」とその影響を指摘した。また、ジャーナリストの辛坊治郎は、「一つひとつの事象の中で違法行為として処罰の対象になることは何もないことになる」が「全体像を見ると、たんつぼに手を突っ込んでしまったようなおぞましさを覚える」と評した。
元外交官で情報活動に詳しい佐藤優は、偽装があまりにも稚拙である事から書記官自身は上等なスパイではなく、単に人民解放軍が日本政府を中国側に有利なように誘導する（このような工作を積極工作と呼ぶ）ために、情報教育を受けた「不良外交官」を利用していたのではないかとしている。その一方で、放置しておけば重大なスパイ事件につながる可能性は十分あったとしている。